# 燈刷染色體

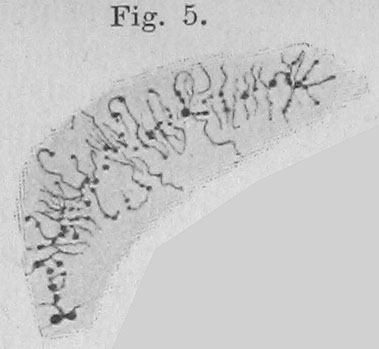
蠑螈卵細胞中的燈刷染色體

燈刷染色體（Lampbrush chromosome）是在一些魚類、兩生類、鳥類、軟體動物與昆蟲卵母細胞中特有的染色體結構，可在光學顯微鏡下觀察到，最早由德國遺傳學家華爾瑟·弗萊明於1882年發現。這些動物卵母細胞在減數分裂前期I時，染色體因其上的基因轉錄旺盛而有許多區域從中央向側方形成疏鬆的環狀結構，呈燈刷狀而得名，這些基因的轉錄可能與卵母細胞成熟的過程有關。燈刷染色體因易於觀察，是過去染色體研究所使用的生物模型之一，可用於製作染色體的基因圖譜。地中海傘藻（屬綠藻）細胞中也有發現和動物燈刷染色體相似的染色體結構。

## 註腳
1. ↑  人類（哺乳類）卵母細胞中可能也有類似結構[1][2]。